# Geografia populacional

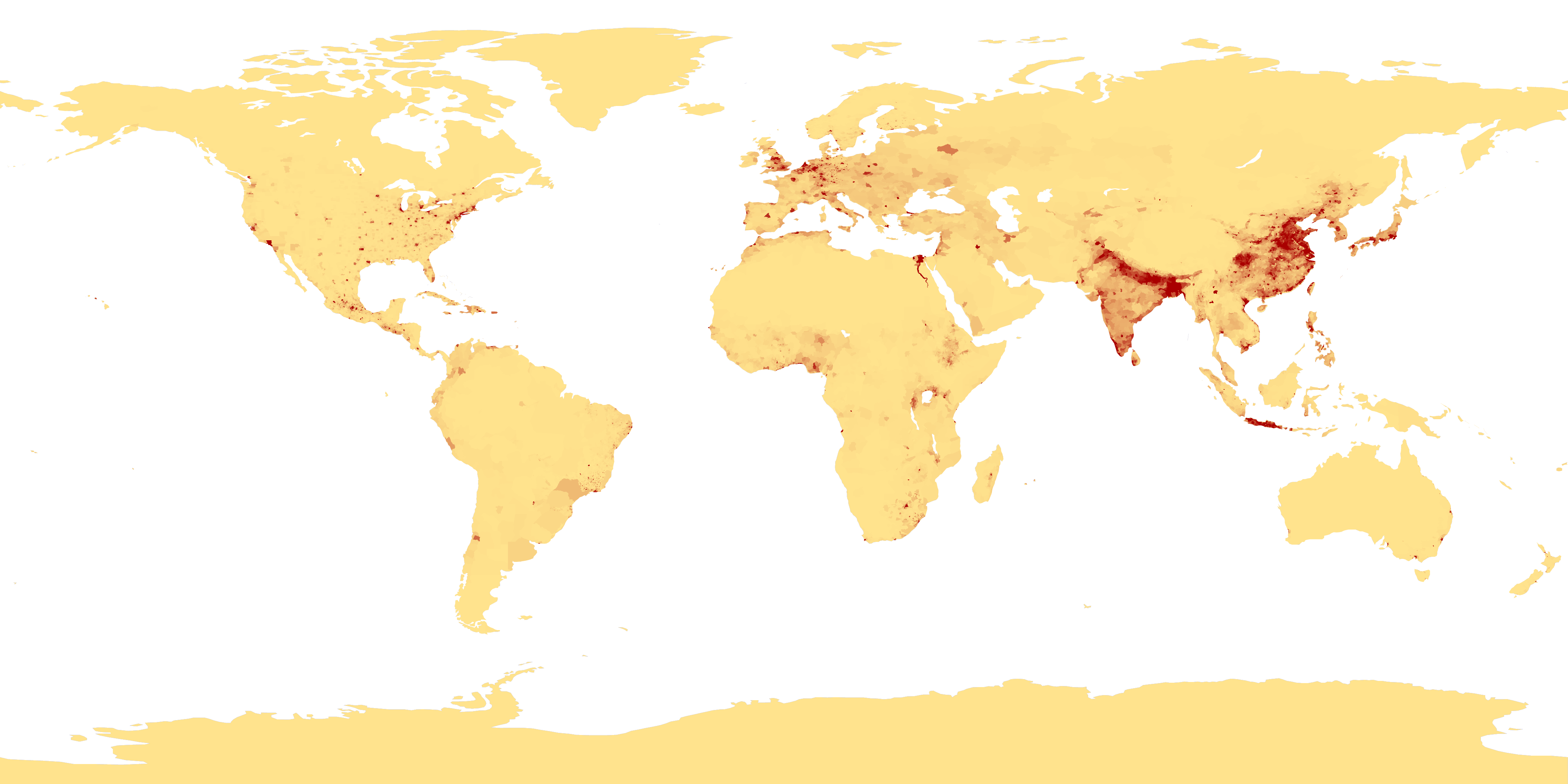
Mapa mundial da densidade populacional de 1994.

Geografia populacional é o campo da Geografia Humana que estuda os meios nos quais as variações espaciais na distribuição, composição, migração e crescimento das populações são relacionadas à natureza dos lugares. A geografia populacional envolve demografia em uma perspectiva geográfica. Foca-se nas características da distribuição populacional que mudam em um contexto espacial. Exemplos podem ser vistos em mapas de densidade populacional. Alguns tipos de recursos para mostrar a distribuição espacial da população em mapas são as cores, curvas de nível e pontos.
A geografia populacional estuda os seguintes tópicos, observados através do tempo e do espaço:
- Fenômenos demográficos (natalidade, mortalidade, taxas de crescimento, etc) através do espaço e do tempo
- Crescimento ou diminuição dos números da população
- Os movimentos e a mobilidade das populações
- Estrutura ocupacional
- Agrupamentos humanos em assentamentos
- A caracterização geográfica dos lugares (por exemplo, padrões de assentamento)
- O modo como os lugares reagem a fenômenos populacionais (por exemplo, imigração)

É importante observar que a fronteira entre a geografia populacional, a demografia e a Ecologia de Populações e Metapopulações vem se tornando cada vez mais tênue, ou seja, vem ocorrendo uma análise cada vez mais conjunta e global.